# Esch (Pays-Bas)
Pour les articles homonymes, voir Esch (homonymie).

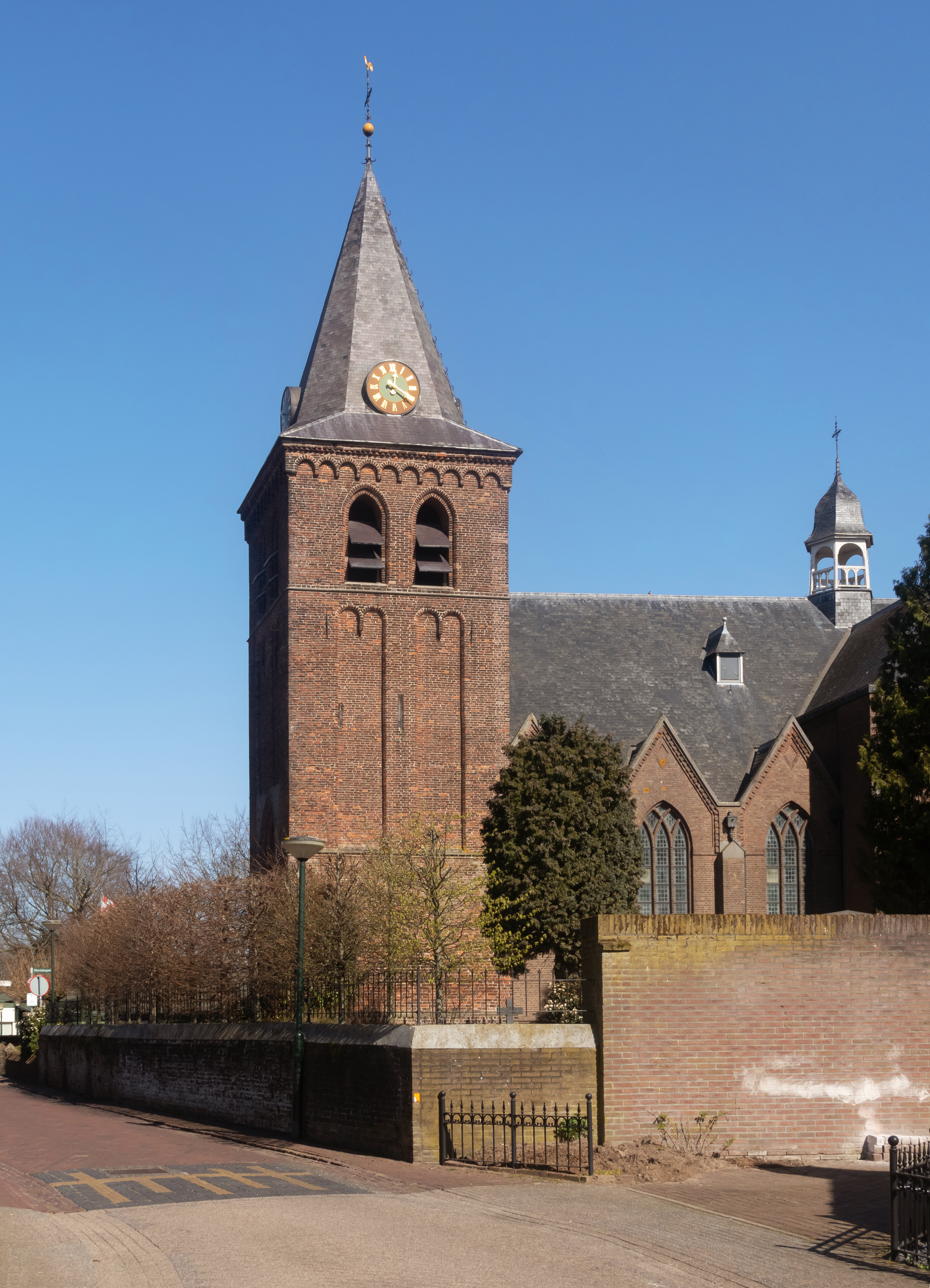
L'église: Sint-Willibrorduskerk

Esch est un village situé dans la commune néerlandaise de Boxtel, dans la province du Brabant-Septentrional. Le 1er janvier 2006, le village comptait 2 180 habitants.

## Histoire
Esch a été une commune indépendante jusqu'au 1er janvier 1996, date de son rattachement à la commune de Haaren. Au 1er janvier 2021 la municipalité de Haaren a été supprimée et Esch rattachée à la commune de Boxtel.
Jusqu'en 1935, Esch avait une gare ferroviaire sur la ligne de chemin de fer reliant Utrecht à Boxtel.

## Jumelages
Esch fait partie de la Charte des Communes Rurales d'Europe qui comprend une entité par État membre de l’Union européenne, soit 27 autres communes, :
- Hepstedt (Allemagne)
- Lassee (Autriche)
- Bièvre (Belgique)
- Slivo pole (Bulgarie)
- Páno Léfkara (Chypre)
- Tisno (Croatie)
- Næstved (Danemark)
- Bienvenida (Espagne)
- Põlva (Estonie)
- Kannus (Finlande)
- Cissé (France)
- Kolindros (Grèce)
- Nagycenk (Hongrie)
- Cashel (Irlande)
- Bucine (Italie)
- Kandava (Lettonie)
- Žagarė (Lituanie)
- Troisvierges (Luxembourg)
- Nadur (Malte)
- Strzyżów (Pologne)
- Samuel (Portugal)
- Starý Poddvorov (Tchéquie)
- Ibănești (Roumanie)
- Desborough (Royaume-Uni)
- Medzev (Slovaquie)
- Moravče (Slovénie)
- Ockelbo (Suède)